# 惠更斯-菲涅耳原理

根據惠更斯－菲涅耳原理，波從一個介質傳播到另外一個介質時會產生折射。

根據惠更斯－菲涅耳原理，波遇到障礙物時會產生衍射。

惠更斯－菲涅耳原理（英語：Huygens–Fresnel principle）是研究波传播问题的一种分析方法，因荷蘭物理學者克里斯蒂安·惠更斯和法国物理学者奥古斯丁·菲涅耳而命名。惠更斯－菲涅耳原理指出，波前的每一点发出次波，这些次波互相干涉，叠加形成新的波前。這个原理同时适用于远场极限和近场衍射。
惠更斯－菲涅耳原理能夠正確地解釋與計算波的傳播。基爾霍夫衍射公式給衍射提供了一個嚴格的數學基礎，這基礎是建立於波動方程式和格林第二恒等式。從基爾霍夫衍射公式，可以推導出惠更斯－菲涅耳原理。菲涅耳在惠更斯－菲涅耳原理裏憑空提出的假定，在這推導過程中，會自然地表現出來。
舉一個簡單例子來解釋這个原理。假设有两个相邻房间A、B，这两个房间之間有一扇敞开的房门。当声音从房间A的角落裏发出时，则处於房间B的人所听到的这声音有如是位於门口的波源传播而来的。對於房间B的人而言，位於门口的空气振动是声音的波源。
光波对於狹縫或孔徑的衍射也可以用這方式處理，但直观上并不明显，因为可见光的波长很短，因此很难观测到这种效应。

## 歷史

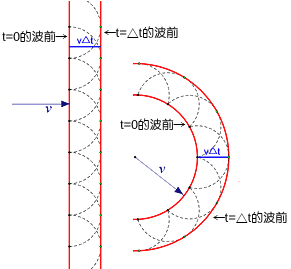
按照惠更斯原理，波的直線傳播與球面傳播。

1678年，惠更斯完成著作《光論》（《Traitė de la Lumiere》）。1690年這本書公開發行。在這本書中他提出「惠更斯原理」：:141
波前的每一点可以认为是产生球面次波的點波源，而以後任何时刻的波前则可看作是这些次波的包络。
藉著這原理，他可以給出波的直線傳播與球面傳播的定性解釋，並且推導出反射定律與折射定律；但是他並不能解釋，為什麼當光波遇到邊緣、孔徑或狹縫時，會偏離了直線傳播，即衍射效應。惠更斯假定次波只會朝前面方向傳播，而不會朝後面方向傳播。他並沒有解釋為什麼會發生這種物理行為。:3, 104-105惠更斯原理是一種光波動說。這假說是根據1664年羅伯特·虎克的提議。虎克本人公開批評牛頓的光微粒說。兩位大師爭吵不休，直至虎克往生。在那時期，由於艾薩克·牛頓在其它物理領域的成功，他被公認是光本質爭論的贏家。
菲涅耳在惠更斯原理的基础上假设这些次波会彼此发生干涉，因此惠更斯－菲涅耳原理是惠更斯原理與干涉原理的結晶。用这种观点来描述波的传播，可以解释波的衍射现象。特别地，惠更斯－菲涅耳原理是建立衍射理论的基础，并指出了衍射的实质是所有次波彼此相互干涉的结果。為了符合實驗結果，他又添加了一些關於次波的相位與波幅的假定。這些假定引導出的預測與許多實驗觀察相符合，包括帕松光斑，也對於為什麼波只會朝前面方向傳播，而不會朝後面方向傳播這問題給出一個定量的解釋。:4-5, 444-446, 488, 494
1818年，菲涅耳將他的論文提交給法蘭西學術院的評委會。評委會的會員西莫恩·帕松閱讀完畢後認為，假若菲涅耳的理論成立，則將光波照射於一小塊圓形擋板，其形成的陰影的中央必會有一個亮斑，因此，他推斷這理論不正確。但是，評委會的另一位會員，弗朗索瓦·阿拉戈親自動手做這實驗，獲得的結果與預測相符合，證實菲涅耳原理正確無誤。真正最先觀察到這現象的是法國-義大利天文學者吉雅科莫·馬勞地（Giacomo Maraldi），但他於1723年獲得的研究結果在那時代並沒有得到重視。:494這實驗是支持光波動說的強有力的證據。這實驗與托馬斯·楊的雙縫實驗共同反駁了艾薩克·牛頓主導的光微粒說。

## 數學表述

從點波源Q_{0}發射出的球面波，其波前的任意一點Q可以視為次波的波源，這些次波會各自在點P貢獻出波擾疊加在一起，因此形成總波擾。

如右圖所示，假設點波源Q0發射出的球面波，其複值波幅為{\displaystyle \psi _{0}}、波長為{\displaystyle \lambda }、波數為{\displaystyle k=2\pi /\lambda }。對於球面波，波擾的數值大小與距離{\displaystyle r'}成反比，相位隨著波數{\displaystyle k}與距離{\displaystyle r'}的乘積而改變。因此，在與點波源Q0相離距離為{\displaystyle r'}的點Q，其波擾為
{\displaystyle \psi (\mathbf {r'} )={\frac {\psi _{0}e^{ikr'}}{r'}}}。
應用惠更斯原理與波的疊加原理，將所有與點Q同波前的點波源，其所發射出的次波對於點P的貢獻疊加在一起，可以得到在點P的總波擾。為了與做實驗獲得的結果相符合，菲涅耳還發覺必須將計算結果乘以常數因子{\displaystyle -i/\lambda }與「傾斜因子」{\displaystyle K(\chi )}；其中，{\displaystyle \chi }是三角形Q0PQ在點Q的外角。
1. 第一個修正意謂著次波與主波的相位差為{\displaystyle \pi /2}，相對於主波，次波的相位超前{\displaystyle \pi /2}，另外，次波與主波之間的波幅比率為{\displaystyle 1:\lambda }。
2. 對於第二個修正，菲涅耳假定，當{\displaystyle \chi =0}時，傾斜因子{\displaystyle K(\chi )}是最大值；而當{\displaystyle \pi \leq \chi \leq \pi /2}時，傾斜因子{\displaystyle K(\chi )}等於零。[2]:413ff

假若不做這假定，則次波會朝著所有可能方向傳播，這包括了向前傳播與向後傳播；但是，做實驗並沒有觀察到向後傳播的波，為了符合這實驗結果，必須假定次波朝著各個方向傳播的波幅不一樣，對於前方傳播的波幅很大，對於後方傳播的波幅很微小，甚至等於零。傾斜因子的主要功能就是調整次波朝著各個方向傳播的波幅。
經過修正後，從點波源Q0發射出的波，其波前的微小面元素{\displaystyle \mathrm {d} S}部分，對於點P貢獻出的微小複值波擾{\displaystyle \mathrm {d} \psi (\mathbf {r} )}為
{\displaystyle \mathrm {d} \psi (\mathbf {r} )=-\ {\frac {i\psi _{0}e^{ik(r'+R)}}{\lambda r'R}}K(\chi )\,\mathrm {d} S}；
其中，{\displaystyle R}是點Q與點P之間的距離。
在點P的複值波擾為
{\displaystyle \psi (\mathbf {r} )=-\ {\frac {i\psi (\mathbf {r} ')}{\lambda }}\int _{\mathbb {S} }{\frac {e^{ikR}}{R}}K(\chi )\,\mathrm {d} S}。
其中，{\displaystyle \mathbb {S} }是積分曲面。
從基爾霍夫衍射公式，可以推導出惠更斯－菲涅耳原理。菲涅耳在惠更斯－菲涅耳原理裏憑空提出的假定與修正，在這推導過程中，會自然而然地顯露出來。惠更斯－菲涅耳方程式可以視為基爾霍夫衍射公式的一個近似。古斯塔夫·基爾霍夫給出了傾斜因子{\displaystyle K(\chi )}的表達式：
{\displaystyle K(\chi )={\frac {1}{2}}(1+\cos \chi )}。
注意到根據這表達式，當{\displaystyle \chi =0}時，傾斜因子{\displaystyle K(\chi )}是最大值；而當{\displaystyle \chi =\pi /2}時，傾斜因子{\displaystyle K(\chi )}不等於零。

## 量子電動力學
惠更斯原理可以視為空間的各向同性的後果。「空間的各向同性」指的是，在空間裡，對於所有方向，物理性質都一樣。在各向同性空間（或各向同性介質）裏足夠微小的區域內產生的任何波擾，必會從那區域以徑向傳播。由這波擾產生的波動，又會在其它區域形成波擾，如此這般繼續不斷。所有波動的疊加形成了觀察到的波動傳播圖樣。
量子電動力學的關鍵基礎之一是空間的各向同性。在這空間裏，任意物體的波函數會沿著所有未被阻礙的可能路徑傳播。當對於所有可能路徑做積分計算時，若將波函數的相位因子正比於路徑距離這因素納入考量，則波函數與波函數彼此之間的相互干涉會正確地預測出實驗觀察到的各種現象。

## 单缝衍射

图的右半部分为观察屏水平方向上的輻照度分布，輻照度曲线在-轴的第一个零点被称为“第一极小值”；图的左半部分为单缝衍射的示意图，狭缝处诸点光源发出的光波以角度传播到达第一极小值。这里，我们认为这些光束与狭缝垂直平分线的夹角均为，是基于远大于的前提。

惠更斯－菲涅耳原理最常见的应用之一，是计算平面波（通常为可见光、无线电波、X射线或电子等）照射到具有任意形状孔径的擋板的衍射行为。根据原理所述，位於孔径的每一点都是都是点波源，能夠发射出向各个方向传播的球面子波。将所有从这些点波源发射出的球面波通过干涉原理进行叠加，平面波通过孔径后的在任意时刻的波前。
考虑最简单的单缝衍射情形，例如在计算出现於觀察屏的衍射圖樣時，先将这条相对较宽的單缝分成无数更窄的狭缝，然後将它们看作是新的點波源并计算彼此的干涉。如果将单缝分成两个小狭缝，当它们的子波的光程差对应着{\displaystyle \lambda /2}时有相消干涉；如果分成三个小狭缝，则这一光程差对应{\displaystyle \lambda /3}时有相消干涉；以此类推到无数个小狭缝的情形，則位於兩端的小狹縫的光程差需要恰好为{\displaystyle \lambda }时才会得到完全的相消干涉。以方程式表達，假設單縫的寬度為{\displaystyle d}，「第一極小值」的位置與中央軸的夾角为{\displaystyle \theta }則
{\displaystyle d\sin(\theta )=\lambda }。

## 一般孔径的衍射

一般孔徑衍射数学推导示意图。

上面讨论单缝衍射时所用的定性分析难以推广到一般形状孔径的衍射中。而古斯塔夫·基爾霍夫在惠更斯－菲涅耳原理的基础上将其数学化，认为这个原理可以用一个近似积分来表示。从一个点波源发射出的進行波在位置{\displaystyle \mathbf {r} }上的振幅{\displaystyle \psi }可由频域下对应的波方程（亥姆霍兹方程）的解给出：
{\displaystyle \nabla ^{2}\psi +k^{2}\psi =-\delta (\mathbf {r} )}；
其中，{\displaystyle \delta (\mathbf {r} )}是三维狄拉克δ函数。
由於在这裏狄拉克δ函数僅是径向{\displaystyle \mathbf {r} }的函数，则在球坐标系下可以将拉普拉斯算符分解为
{\displaystyle \nabla ^{2}\psi ={\frac {1}{r}}{\frac {\partial ^{2}}{\partial r^{2}}}(r\psi )}。
直接代入波方程，得到的方程的解是标量的格林函数，并在球坐标系下可表为
{\displaystyle \psi (r)={\frac {e^{ikr}}{4\pi r}}}。
这个解的形式是假设了描述波源的狄拉克函数位于原点。对於任意位置{\displaystyle \mathbf {r} ^{\prime }}的源点，在场点{\displaystyle \mathbf {r} }的标量格林函数可表为
{\displaystyle \psi (\mathbf {r} |\mathbf {r} ')={\frac {e^{ik|\mathbf {r} -\mathbf {r} '|}}{4\pi |\mathbf {r} -\mathbf {r} '|}}}。
由此，对於入射到孔径上的电场{\displaystyle E_{\rm {inc}}(x,y)}，从这一孔径发出的电场由入射场和格林函数对孔径几何分布的面积分给出：
{\displaystyle \Psi (r)\propto \int \!\!\!\int _{\mathrm {aperture} }E_{inc}(x',y')~{\frac {e^{ik|\mathbf {r} -\mathbf {r} '|}}{4\pi |\mathbf {r} -\mathbf {r} '|}}\,dx'\,dy',}
其中孔径上的点源坐标由下式给出：
{\displaystyle \mathbf {r} '=x'{\hat {\mathbf {x} }}+y'{\hat {\mathbf {y} }}}。
在远场极限下，光线可认为彼此平行，此时格林函数
{\displaystyle \psi (\mathbf {r} |\mathbf {r} ')={\frac {e^{ik|\mathbf {r} -\mathbf {r} '|}}{4\pi |\mathbf {r} -\mathbf {r} '|}}}。
可简化为
{\displaystyle \psi (\mathbf {r} |\mathbf {r} ')={\frac {e^{ikr}}{4\pi r}}e^{-ik(\mathbf {r} '\cdot {\hat {\mathbf {r} }})}}。
则在远场区（夫琅禾费区），场的表达式为
{\displaystyle \Psi (r)\propto {\frac {e^{ikr}}{4\pi r}}\int \!\!\!\int _{\mathrm {aperture} }E_{inc}(x',y')e^{-ik(\mathbf {r} '\cdot {\hat {\mathbf {r} }})}\,dx'\,dy'}。
并由于
{\displaystyle \mathbf {r} '=x'{\hat {\mathbf {x} }}+y'{\hat {\mathbf {y} }}}。
以及
{\displaystyle {\hat {\mathbf {r} }}=\sin \theta \cos \phi {\hat {\mathbf {x} }}+\sin \theta ~\sin \phi ~{\hat {\mathbf {y} }}+\cos \theta {\hat {\mathbf {z} }}}。
从而，从一个平面孔径发出的电场在夫琅禾费区的表达式为
{\displaystyle \Psi (r)\propto {\frac {e^{ikr}}{4\pi r}}\int \!\!\!\int _{\mathrm {aperture} }E_{inc}(x',y')e^{-ik\sin \theta (\cos \phi x'+\sin \phi y')}\,dx'\,dy'}。
令
{\displaystyle k_{x}=k\sin \theta \cos \phi }
和
{\displaystyle k_{y}=k\sin \theta \sin \phi }，
则一个平面孔径的夫琅禾费衍射具有傅里叶变换的形式：
{\displaystyle \Psi (r)\propto {\frac {e^{ikr}}{4\pi r}}\int \!\!\!\int _{\mathrm {aperture} }E_{inc}(x',y')e^{-i(k_{x}x'+k_{y}y')}\,dx'\,dy',}。
这表明在衍射的远场区，电场的形式由孔径的几何分布在空间上的傅里叶变换给出。也就是说当惠更斯－菲涅耳原理应用于孔径时，它表明夫琅禾费衍射的图样是孔径形状在空间上的傅里叶变换。这一原理用另一种语言——傅里叶光学——也可以做出等价的描述。